# My All
My All (englisch für „Mein Alles“) ist ein Lied der US-amerikanischen Sängerin Mariah Carey, das im September 1997 erschien.

## Entstehung und Veröffentlichung
Das Lied wurde von der Interpretin selbst, zusammen mit Walter Afanasieff, getextet, komponiert und produziert. Die Aufnahmen hierzu fanden in San Francisco statt.
Die Erstveröffentlichung von My All erfolgte am 9. September 1997 bei Columbia Records, als Teil von Careys fünften Studioalbum Butterfly (Katalognummer: 488537 2). Am 21. April 1998 erschien das Lied als fünfte Singleauskopplung aus dem Album.

## Hintergrund
In einem Interview mit Fred Bronson drückte Carey aus, wie ein Besuch in Puerto Rico und ihre aktuelle Lebenslage sie dazu inspirierten, My All zu schreiben:

“I had gone to Puerto Rico and was influenced by Latin music at that moment. When I came back, the melody was in my head. It was at a melancholy point in my life and the song reflects the yearning that was going on inside of me. It was like being in a situation but you want to break free and you can't, so you're confined yet you're releasing those emotions through the lyrics and the actual act of singing. That's why think a lot of people felt very strongly about that song, because the emotion is clear when you listen to it.”

„Ich war nach Puerto Rico gegangen und wurde zu diesem Zeitpunkt von lateinamerikanischer Musik beeinflusst. Als ich zurückkam, war die Melodie in meinem Kopf. Es war ein melancholischer Moment in meinem Leben und das Lied spiegelt die Sehnsucht wider, die in mir vorging. Es war, als wäre man in einer Situation, aber man will sich befreien und kann es nicht, also ist man eingesperrt und setzt diese Emotionen durch den Text und den eigentlichen Akt des Singens frei. Das ist der Grund, warum viele Leute sehr stark von diesem Lied überzeugt sind, weil die Emotionen klar sind, wenn man ihn hört.“

In ihren Memoiren The Meaning of Mariah Carey (2020) verriet Carey, dass My All auch von einem geheimen romantischen Rendezvous inspiriert wurde, das sie und der Baseballspieler Derek Jeter während ihrer Zeit in Puerto Rico hatten.

## Musikvideo
Zu My All erschienen mehrere Musikvideos. Das Video zu My All wurde in schwarz-weiß unter der Regie von Herb Ritts in Puerto Rico gedreht. Es beginnt damit, wie Carey auf einem umgestürzten Boot am Strand liegt, in den Nachthimmel starrt und ihren entfremdeten Liebhaber beklagt. Im weiteren Verlauf der Szenen sieht man Careys Geliebte auf einem Leuchtturm mitten im Ozean auf der Suche nach seiner verlorenen Gefährtin. Weitere Szenen zeigen Carey, wie er nass und verletzlich auf einer großen Muschelschale liegt. Bald darauf beginnt sie auf einem Pfad aus großen weißen Blumen zu laufen, bis sie die Spitze des Leuchtturms erreicht, wo sie wieder mit ihrem Geliebten zusammentrifft. Nach der zweiten Strophe des Liedes beginnen Carey und der Mann, sich gegenseitig zu streicheln und sich auf dem Leuchtturm zu umarmen. Nach einem intimen Moment wird Carey gezeigt, wie sie lächelnd und glücklich auf den Spuren der weißen Blumen zurückgeht. Die Szenen, in denen Carey in der Muschel und vor den Blumen liegt, wurden von Sandro Botticellis Gemälde Die Geburt der Venus inspiriert. Laut Autor Chris Nickson zeigten die Schnipsel von Carey auf dem umgekippten Gefäß ihre Verletzlichkeit ohne ihren geliebten Menschen und unterstreichen die Sehnsucht, die in dem Lied betont wird. Sony Music veröffentlichte My All am 21. April 1998 auf VHS; Es erreichte Platz sechs der US-amerikanischen Musikvideocharts und verkaufte sich laut Nielsen SoundScan bis Juni desselben Jahres 6.000 Mal.
Außerdem wurde ein Musikvideo für den So So Def Remix gedreht. Unter der Regie von Diane Martel wurde der Film körnig gedreht, um ein Heimvideo zu simulieren. Das Video zeigt Cameoauftritte von Dupri, Gunz und Tariq. Es beginnt mit Szenen, in denen Carey und Dupri bei einem kleinen Treffen zu Hause sitzen, faulenzen und die Gesellschaft des anderen genießen. Im weiteren Verlauf des Videos erscheinen die beiden anderen Hip-Hop-Musiker zusammen mit verschiedenen anderen Gästen im Haus. Sie beginnen zur Musik zu tanzen, während sie am Pool an Cocktails nippen. Als das Video seinen Höhepunkt erreicht, werden Szenen gezeigt, in denen Carey in einem Garten singt, während die anderen sich ihr auf dem Pooldeck anschließen.

## Kommerzieller Erfolg

### Chartplatzierungen
| ChartsChartplatzierungen       | Höchstplatzierung | Wochen |
| ------------------------------ | ----------------- | ------ |
| Deutschland (GfK)              | 30 (19 Wo.)       | 19     |
| Österreich (Ö3)                | 31 (12 Wo.)       | 12     |
| Schweiz (IFPI)                 | 7 (21 Wo.)        | 21     |
| Vereinigte Staaten (Billboard) | 1 (20 Wo.)        | 20     |
| Vereinigtes Königreich (OCC)   | 4 (8 Wo.)         | 8      |

| ChartsJahrescharts (1998)      | Platzierung |
| ------------------------------ | ----------- |
| Schweiz (IFPI)                 | 41          |
| Vereinigte Staaten (Billboard) | 17          |

### Auszeichnungen für Musikverkäufe
| Land/Region                  | Auszeichnungen für Musikverkäufe (Land/Region, Auszeichnung, Verkäufe) | Verkäufe  |
| ---------------------------- | ---------------------------------------------------------------------- | --------- |
| Australien (ARIA)            | Gold                                                                   | 35.000    |
| Frankreich (SNEP)            | Silber                                                                 | 125.000   |
| Vereinigte Staaten (RIAA)    | 2× Platin                                                              | 2.000.000 |
| Vereinigtes Königreich (BPI) | Silber                                                                 | 200.000   |
| Insgesamt                    | 2× Silber · 1× Gold · 2× Platin ·                                      | 2.360.000 |

Hauptartikel: Mariah Carey/Auszeichnungen für Musikverkäufe

## Coverversionen
- 2001: Sarah Connor – From Sarah with Love (Album: Green Eyed Soul)[15]
- 2003: Jeanette Biedermann – Tellin’ You Goodbye (Album: Break On Through)[16]